# 류 마사키
류 마사키(일본어: 龍 真咲)는 전 다카라즈카 가극단 쓰키구미 남역(톱스타)이다.
일본 오사카부 히가시오사카시 출생이며, 일본 조세이가쿠엔 초·중·고등학교 출신이다.